# Gephyromantis asper
Gephyromantis asper är en groddjursart som först beskrevs av George Albert Boulenger 1882.  Gephyromantis asper ingår i släktet Gephyromantis och familjen Mantellidae. IUCN kategoriserar arten globalt som livskraftig. Inga underarter finns listade i Catalogue of Life.